# تایسون ریتر
تایسون ریتر (انگلیسی: Tyson Ritter؛ زادهٔ ۲۴ آوریل ۱۹۸۴) خواننده، خواننده-ترانه‌پرداز، و مدل اهل ایالات متحده آمریکا است. وی از سال ۱۹۹۷ میلادی تاکنون مشغول فعالیت بوده‌است. وی بیشتر به خاطر اینکه نفر اصلی گروه موسیقی راکد آل‌امریکن ریجکتز است، معروف شده‌است.
از فیلم‌ها یا برنامه‌های تلویزیونی که وی در آن نقش داشته است می‌توان به عشق و بخشش، دختر زندانی و نعناع تند اشاره کرد.